# Henriette Reker

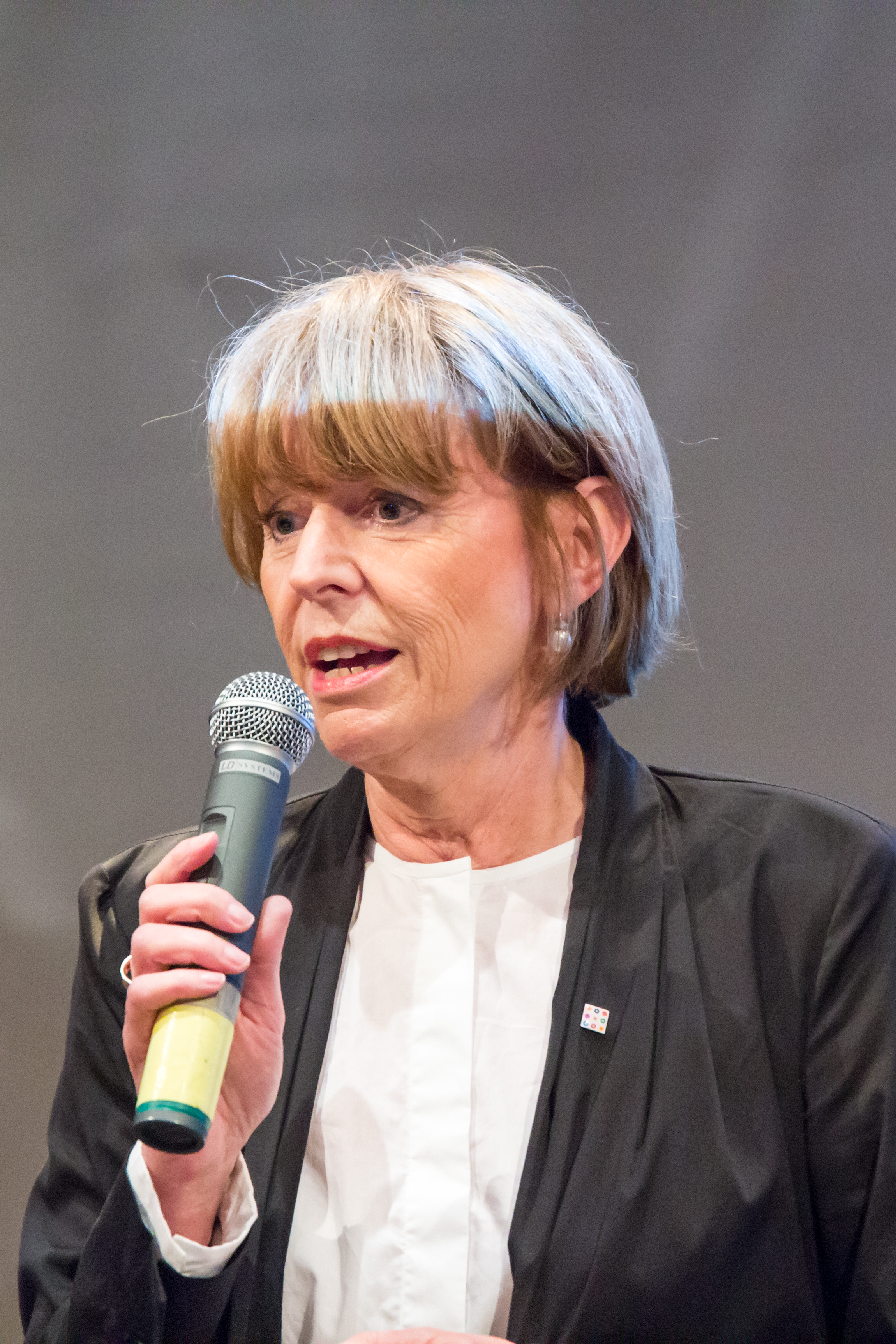
Henriette Reker, 2015

Henriette Reker (Colònia, 9 de desembre de 1956) és una advocada i política independent alemanya. El 2015 va ser elegida alcaldessa de Colònia després d'obtenir el 52.66% dels vots.
Regidora de l'Ajuntament de Gelsenkirchen des de 2000, el 2010 va ser regidora d'Afers socials, integració i l'entorn de la ciutat de Colònia. Amb el suport de CDU, FDP i Els Verds es va presentar per a Alcaldessa de Colònia l'octubre de 2015, en unes eleccions que va guanyar.

Lloc on es va produir l'atac

En un esdeveniment públic del 17 d'octubre de 2015, el dia abans de les eleccions en què seria escollida alcaldessa, Reker va ser ferida quan va ser atacada per un home que cridava contra els refugiats. Els fiscals van confirmar que l'atac tenia motius polítics, després el causant va confessar tenir motius xenòfobs. Com a membre de l'administració municipal de Colònia, Reker és actualment responsable de l'allotjament i integració de refugiats. El seu assessor fou ferit en l'atac així com altres persones que havien provat de reduir l'atacant.